# Geleira de Taylor
77° 44′ S, 162° 10′ L

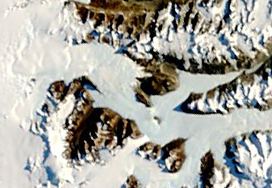
Uma imagem da Geleira de Taylor tirada pelo satélite MODIS.

A Geleira de Taylor é uma geleira antártica com comprimento de aproximadamente 54 km, seguindo do plateau da Terra de Vitória até a extremidade oeste do Vale de Taylor, ao norte das Colinas de Kukri e sul da Cordilheira de Asgard.
Descoberto pela Expedição Antártica Nacional Britânica (1901-04) e naquela época pensado ser parte da Geleira de Ferrar. A Western Journey Party da expedição antártica britânica (1910-13) determinou que as porções de cima e debaixo do que era então conhecido como Geleira de Ferrar são grudadas, ou seja, juntadas da mesma forma que gêmeos siameses ao norte de Knobhead. Com esta descoberta, Scott chamou a porção de cima de Griffith Taylor, geologista e líder da Western Journey Party.
Nesta geleira foi observado o fenômeno das "cachoeiras de sangue", um fluxo de água salgada colorida por óxido de ferro, possuindo colônias únicas de micróbios.